# Deepal S07
Deepal S07 — среднеразмерный гибридный кроссовер и электромобиль на его базе, выпускаемые с 31 мая 2023 года китайской компанией Changan под брендом NEV. Разработаны совместно с Huawei и CATL.

## Описание
Центральная консоль автомобиля Shenlan S7 оснащена 12,3-дюймовым дисплеем HUD с программным обеспечением Huawei DriveONE и информационно-развлекательной системой Harmony OS.
Комплектация EV оснащается электродвигателем мощностью 218—258 л. с., а комплектация EREV оснащается электродвигателем мощностью 238 л. с. и 1,5-литровым двигателем JL473QJ мощностью 95 л. с. По циклу CLTC запас хода составляет 121—620 км, в зависимости от комплектации.
Расход топлива составляет 4,95 л на 100 км. Коэффициент лобового сопротивления составляет 0,258 Кд, а разгон до 100 км/ч происходит за 6,7 секунд. По габаритам модель сопоставима с Tesla Model Y. Shenlan S7 базируется на той же платформе, что и Shenlan SL03.
В июле 2024 года автомобиль прошёл рестайлинг и стал называться Deepal S07.

## Галерея

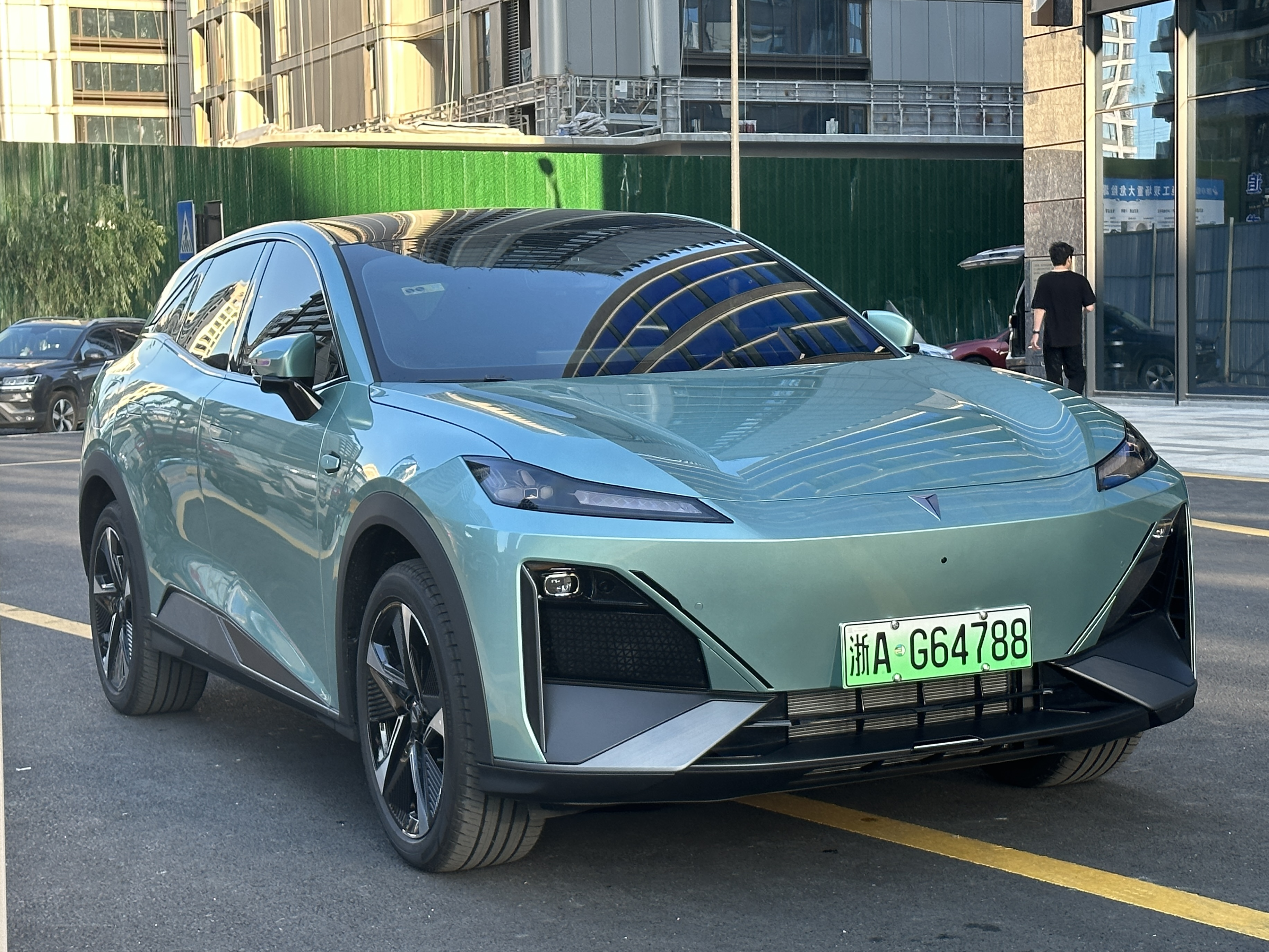
Вид спереди
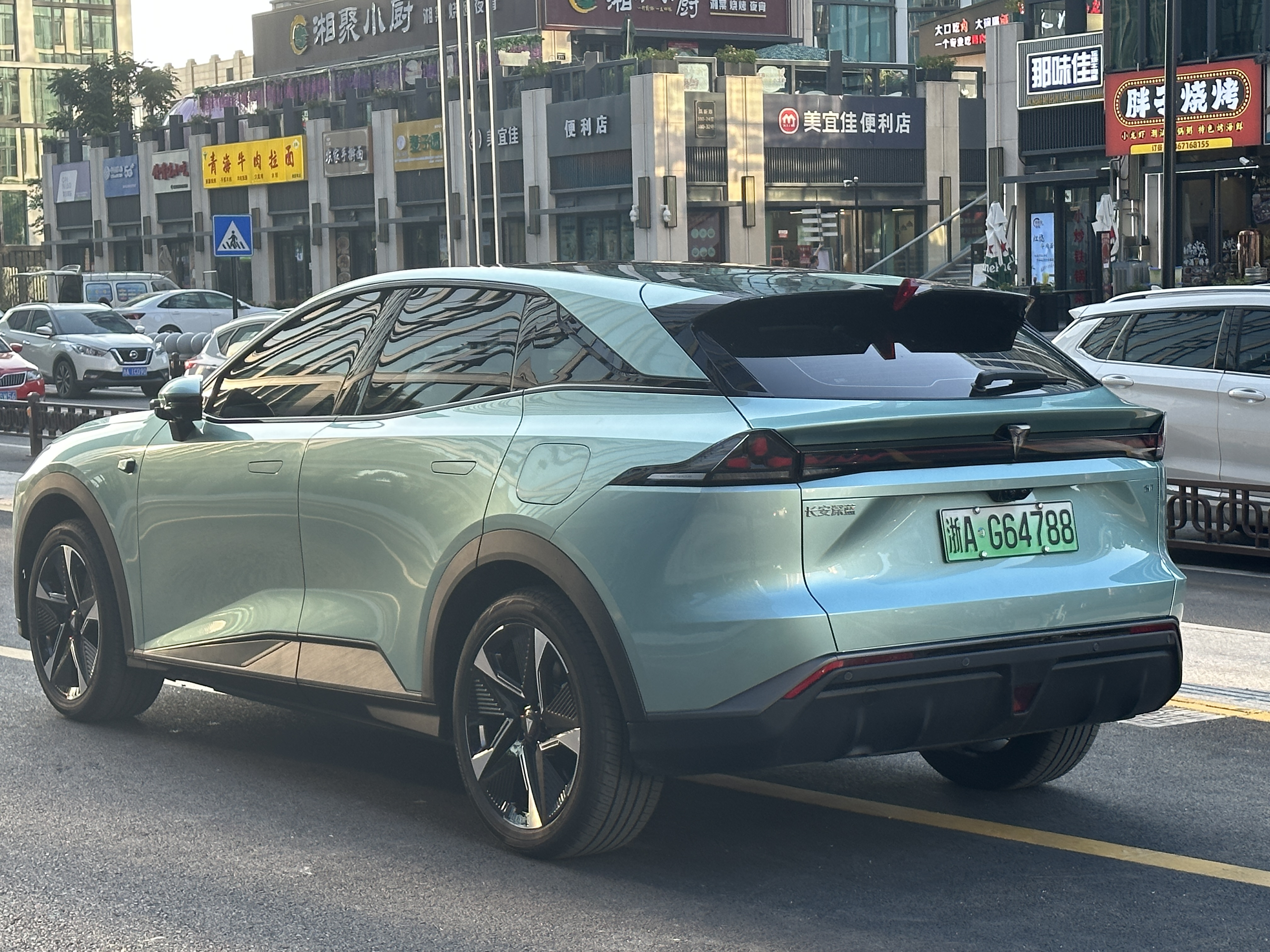
Вид сзади
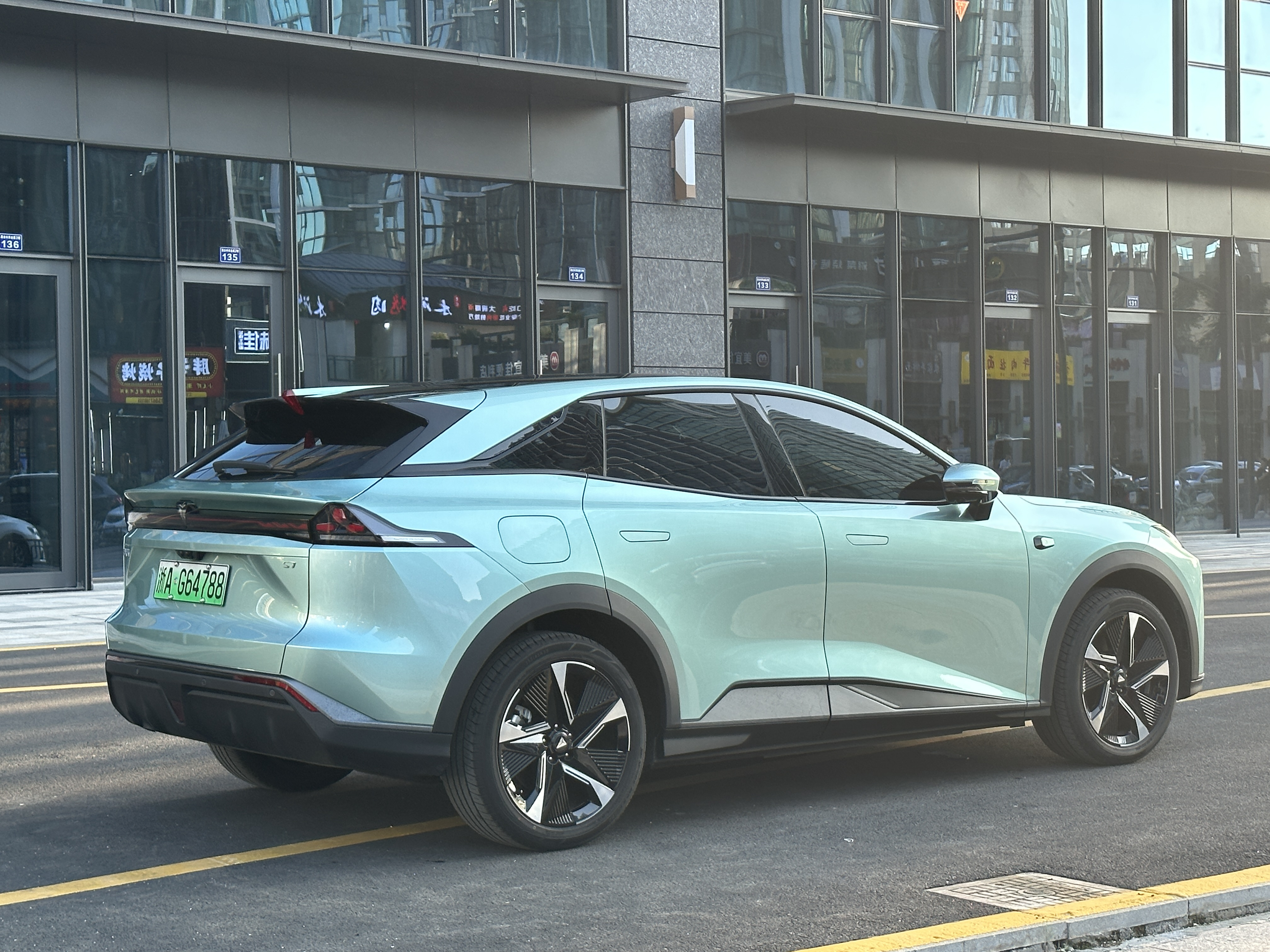
Вид сбоку